# Багіші
Баги́ші (рос. Багыши, чув. Кĕçĕн Пакăш) — виселок у Чувашії Російської Федерації, у складі Старотіньгеського сільського поселення Ядринського району.
Населення — 57 осіб (2010; 80 в 2002, 134 в 1979, 170 в 1939, 172 в 1926, 63 в 1906).

## Історія
Засновано 19 століття як околоток присілка Великі Багиші. До 1866 року селяни мали статус державних, займались землеробством, тваринництвом. На початку 20 століття діяло 2 вітряки. 1929 року утворено колгосп «Зірка». До 1927 року виселок входив до складу Шуматовської волості Ядринського повіту, з переходом на райони 1927 року — спочатку у складі Аліковського, у період 1939–1956 років — у складі Совєтського, після чого передано до складу Ядринського району.